# Zajánderud
A Zajánderud (perzsául زاینده رود) a leghosszabb folyó az Iráni-fennsík területén. Nevének jelentése az újperzsa زاینده [zɑːjændɛ], azaz élet adó és a رود [rʊːd], azaz folyó kifejezések összetételéből ered. A folyó 3974 méteres tengerszint feletti magasságban ered a Zagrosz-hegységben, a Zard-Kuh hegylánc területén, Csahármahál és Bahtijári tartományban. A folyó innen 400 kilométer megtételét követően torkollik a lefolyástalan Gavkhouni-mocsárba, Iszfahán közelében. Torkolata 1466 méteren található. Vízgyűjtő területe 41 500 km².  Vízgyűjtőjéből mintegy 2700 km² öntözött földterület. Vizeinek egy részét kilenc vízerőmű hasznosítja. Iszfahán tartomány és Jazd tartomány lakóinak egyik fő vízforrása. 
A folyó vízhozama egész évben jelentős, más időszakos iráni folyókkal ellentétben, de újabban a partjai mentén űzött mezőgazdasági termelés miatt útja során egyre több vizet fognak fel öntözésre és emiatt Iszfahán térségébe már csak egyre kevesebb vizet szállít. A 2010-es években több évi időszakos kiszáradást követően hosszabb időre is kiszáradt a folyómeder az alsóbb szakaszokon. 

## Települések a folyó mentén
- Iszfahán

## Fordítás
- Ez a szócikk részben vagy egészben  a   Zayanderud című angol Wikipédia-szócikk ezen változatának fordításán alapul.  Az eredeti cikk szerkesztőit annak laptörténete sorolja fel. Ez a jelzés csupán a megfogalmazás eredetét és a szerzői jogokat jelzi, nem szolgál a cikkben szereplő információk forrásmegjelöléseként.
- Ez a szócikk részben vagy egészben  a(z)   زاینده‌رود című perzsa Wikipédia-szócikk ezen változatának fordításán alapul.  Az eredeti cikk szerkesztőit annak laptörténete sorolja fel. Ez a jelzés csupán a megfogalmazás eredetét és a szerzői jogokat jelzi, nem szolgál a cikkben szereplő információk forrásmegjelöléseként.